# Швянченіс
Швянченіс чи Свінтяни — місто на сході Литви, адміністративний центр Швянченіського району в Вільнюському повіті.

## Населення
| Динаміка населення з 1867 по 2017 |      |      |          |      |          |          |          |          |
| 1867                              | 1900 | 1941 | 1970пер. | 1976 | 1979пер. | 1989пер. | 2001пер. | 2011пер. |
| 5994                              | 6322 | 5900 | 4617     | 5100 | 5284     | 6469     | 5684     | 4980     |
| 2012                              | 2013 | 2014 | 2015     | 2016 | 2017     | -        | -        | -        |
| 4945                              | 4920 | 4845 | 4781     | 4661 | 4458     | -        | -        | -        |
| Гістограма динаміки населення     |      |      |          |      |          |          |          |          |

## Зовнішні зв'язки
Швянченіс має 5 міст-побратимів:
- Мронгово, Польща
- Свідниця, Польща
- Вейгерово, Польща
- Румія, Польща
- Постави, Білорусь

## Світлини

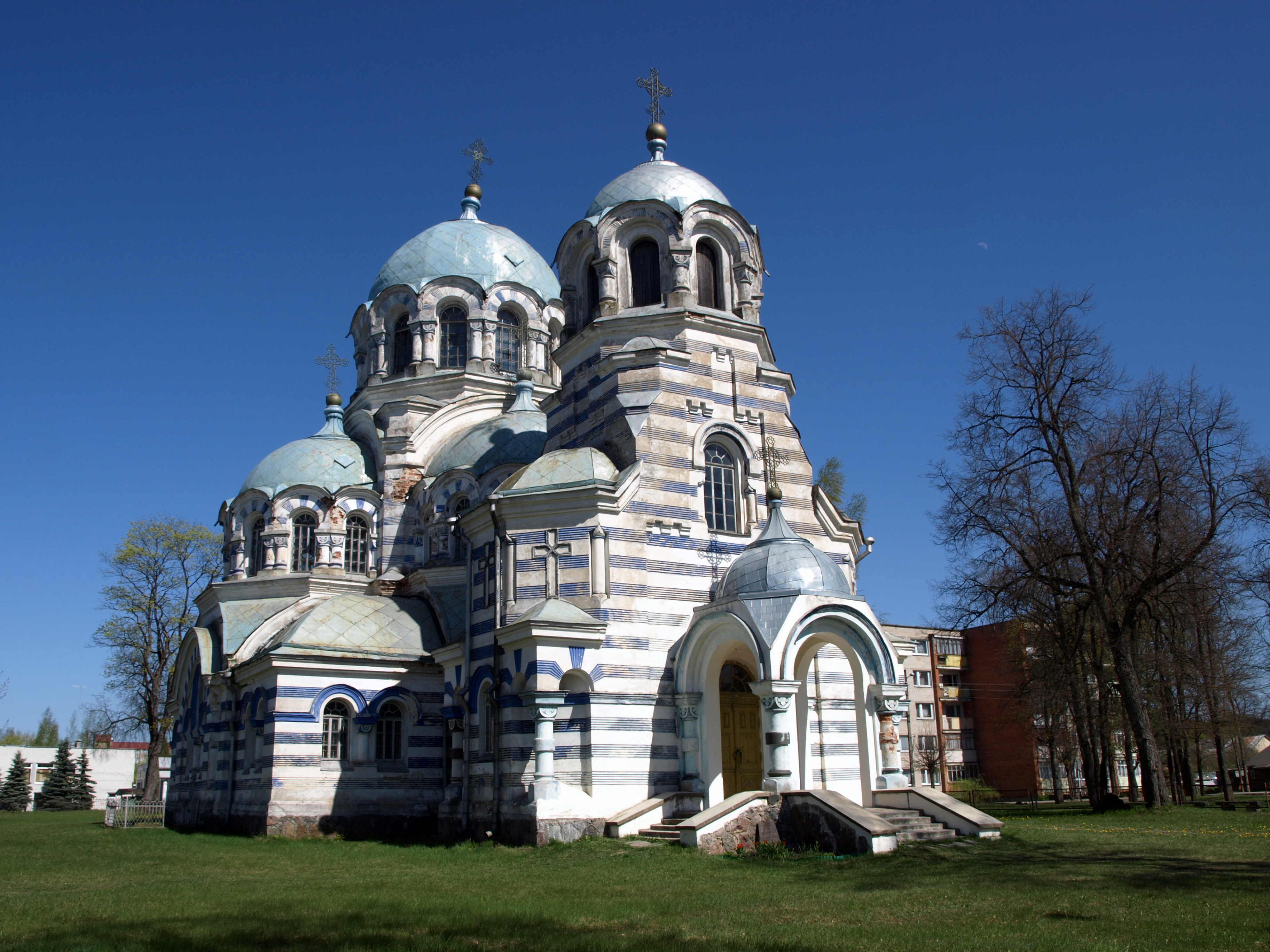
Православна церква
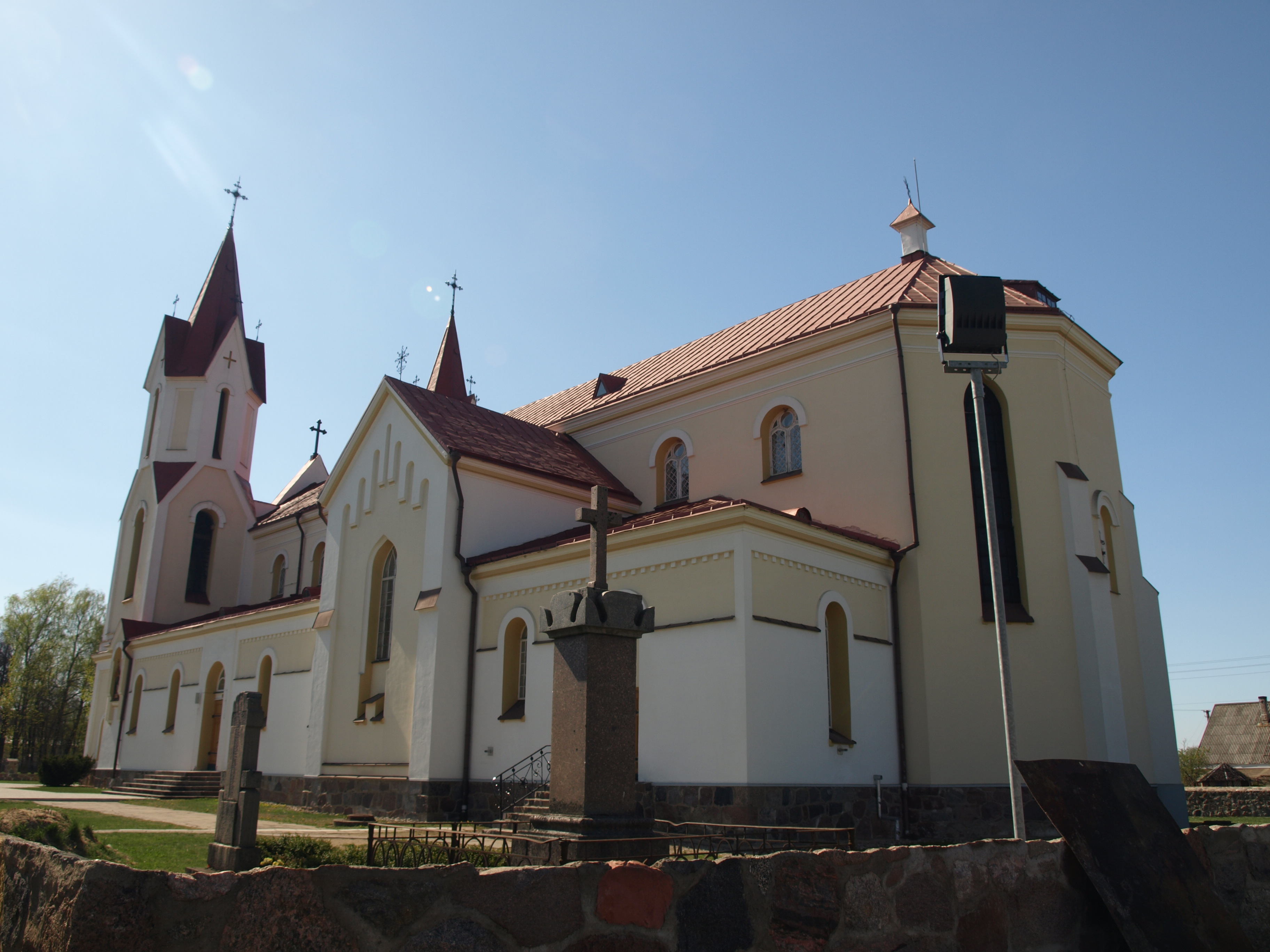
Костел
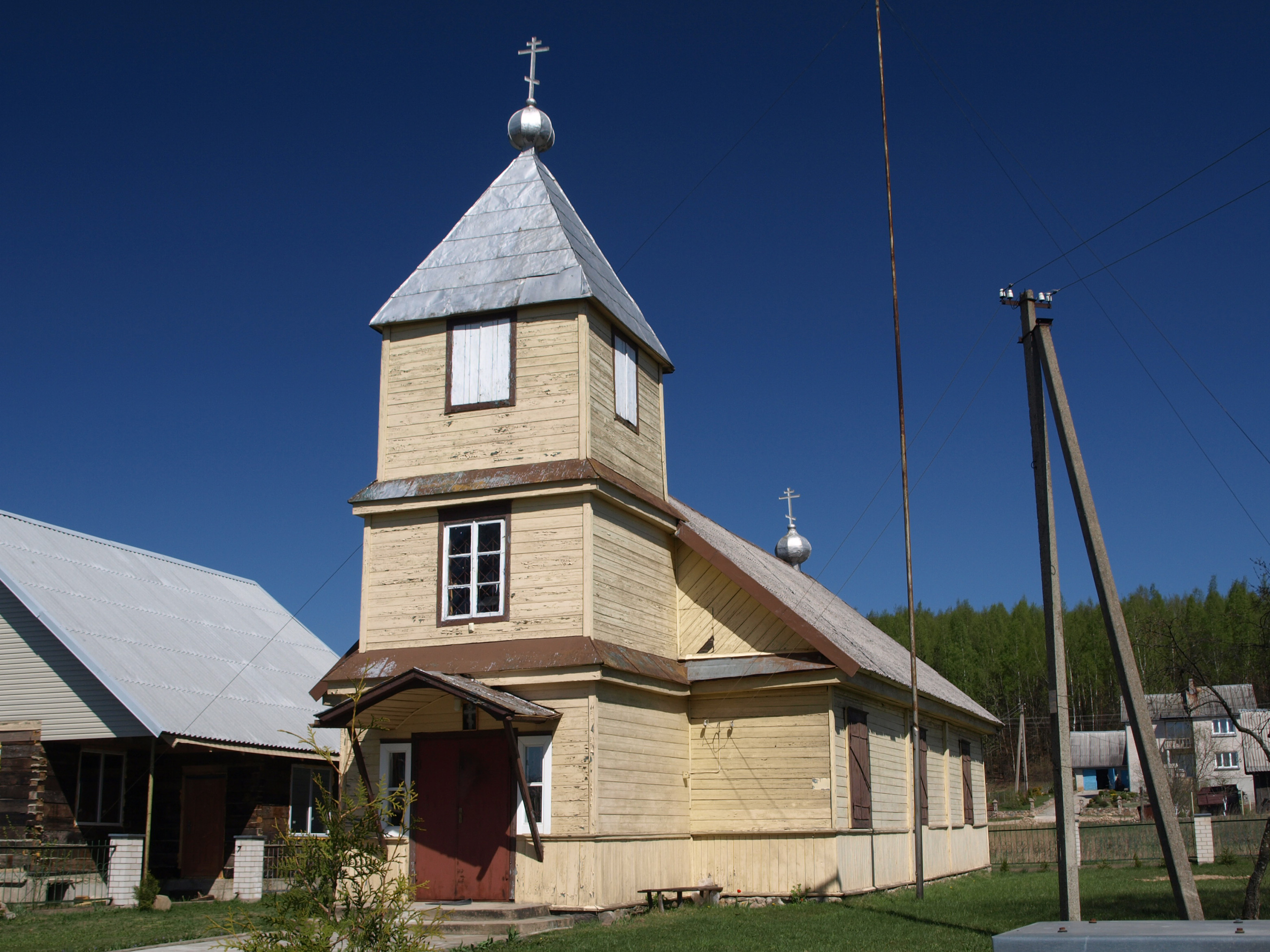
Церква

## Пов'язані особи
- Лобода Андрій Митрофанович (1871—1931) — етнограф, історик, академік ВУАН.
- Ангельський Дмитро Іванович (1898—1939) — український художник.

## Нотатки
1. ↑  лит. Švenčionys, пол. Święciany, рос. Свентя́ны, біл. Свянцяны, їд. סווינציאַן/Svintsyán, нім. Swenziany